# Cerro Curon
Cerro Curon är ett berg i Chile.   Det ligger i provinsen Provincia de El Loa och regionen Región de Antofagasta, i den norra delen av landet, 1 200 km norr om huvudstaden Santiago de Chile. Toppen på Cerro Curon är 3 861 meter över havet.
Terrängen runt Cerro Curon är huvudsakligen lite bergig. Trakten runt Cerro Curon är nära nog obefolkad, med mindre än två invånare per kvadratkilometer..
Trakten runt Cerro Curon är ofruktbar med lite eller ingen växtlighet.